# Pítane

Mapa con algunas de las principales antiguas ciudades griegas de Eólida, en la zona septentrional de Asia Menor. Pitane figura al oeste de Elea.

Pitane (en griego antiguo: Πιτάνη), cerca de Çandarlı, Turquía, fue una ciudad de la Antigua Grecia en Eólida, antigua región de Anatolia. El gentilicio es pitaneos (Πιταναîος).
Como miembro original de la dodecápolis eolia es llamada polis por Heródoto en el sentido urbano del término, con la posible connotación de un matiz territorial. En otro lugar de su obra, el historiador de Halicarnaso se refiere a Pitane en el sentido político de la palabra. En el siglo IV a. C. en el Periplo de Pseudo-Escílax no aparece como polis, sino únicamente como limen.
Acuñó monedas de bronce en el siglo IV a. C., en las que figura el gentilicio. Uno de los tipos monetales, tenía en el anverso la cabeza de Zeus Amón, y en el reverso un pentagrama, con las leyendas ΠΙΤΑ, ΠΙΤΑΝΑ o ΠΙΤΝΑΙΩΝ. Otro de los tipos en el anverso estaba representado un sileno, y en el reverso un ónfalo entrelazado con una serpiente, con la leyenda ΠΙΤΝΑΙΩΝ.
Hubo un asentamiento de pueblos nativos de la costa noroccidental de Anatolia previo a la colonización eolia, al igual que en Mirina, Elea y Grinio.
En la Antigüedad fue una ciudad portuaria y perteneciente al distrito jónico de la Confederación de Delos en el siglo V a. C., a la que tributó un phoros anual de 1000 dracmas, desde 453/452 a. C. hasta 433/432 a. C. impuesto restablecido en 430/429 a. C.
Disponía de murallas en el siglo IV a. C., y según Estrabón tenía dos puertos y el río Eveno discurría por ella. A treinta estadios de Pitane desembocaba el río Caico, en el Golfo Elaítico.
Explícitamente, nada se sabe acerca de la extensión del territorio de Pitane en las épocas arcaica y clásica. Lindaba con el monte Cane, la ciudad de Elea estaba al este, y la región de Teutrania al norte. Es improbable que sobrepasara los 100 km.2
En torno al año 334 a. C., Parmenión, general de Alejandro Magno, intentó conquistar la ciudad pero fue repelido por Memnón de Rodas y 5000 mercenarios griegos ofrecidos por Darío III de Persia. Arcesilao, un fiósosofo griego del siglo IV a. C. era nativo de Pitane. También Autólico de Pitane nació en esta ciudad en el mismo siglo.
Pitane recibió la proxenia de Delfos en el año 339 a. C. Otro ciudadano de Pitane fue próxeno en una fecha desconocida (¿siglo III a. C.?), mediante un decreto aprobado por una desconocida ciudad de Eólida, probablemente Cime.